# Quinua
Quinua je malé město v provincii Huamanga, v departmentu Ayacucho v peruánské centrální vysočině, 37 km od města Huamanga (Ayacucho), v nadmořské výšce 3 300 metrů, které je dnes administrativním centrem oblasti stejného jména, známé hrnčířstvím a bitvou z roku 1824 (bitva u Ayacucha).
Město leží na cestě mezi městy Huamanga a Huanta. Při pořádání oslav 150. výročí bitvy u Ayacucha v roce 1974 město dostalo 44 metrů vysoký obelisk připomínající 44 let boje za nezávislost a byla vybudována dlážděná silnice spojující město s Huamangou, čímž došlo ke zkrácení cesty, která dříve trvala celý den, na méně než hodinu.
Při následující občanské válce mezi peruánským státem a gerilovou Světlou stezkou město vydělalo na své poloze získáním podílu na turistickém ruchu souvisejícím s Ayacuchem. Mezi lákadla pro více než 10 000 turistů, kteří každoročně místo navštíví, patří bojiště s pamětním obeliskem, historické muzeum s relikviemi z bitvy, stejně jako slavné hrnčířství a koloniální architektura.